# Monopoly Plus
Pour l’article homonyme, voir Monopoly.
Monopoly Plus est un jeu vidéo de société sorti en 2014 sur Xbox 360, Xbox One, PlayStation 3, PlayStation 4, Switch et Stadia. Le jeu a été développé par Asobo Studio et édité par Ubisoft. Il est disponible uniquement en téléchargement.
Le jeu est une adaptation du jeu de société Monopoly, jouable jusqu'à 6 joueurs en ligne, en local ou contre une IA.

## Système de jeu
Le but du jeu consiste à ruiner ses adversaires par des opérations immobilières. Pour cela, le joueur dispose d'argent qu'il pourra utiliser pour acheter des territoires et des maisons ou des hôtels afin d'augmenter la somme qu'on lui doit. Ces bâtiments ne peuvent être construits uniquement si le joueur possède tous les terrains de la même couleur. Pour avancer dans le jeu, il suffit de lancer 2 dés à 6 faces. Les terrains n'ont pas tous la même valeur. Il existe différentes cases spécifiques :
- Case Chance : On tire une carte "Chance". Cette case ne porte pas nécessairement bonne chance : il peut en effet s’agir d’une amende ou d'un gain d'argent plus ou moins important.
- Case Caisse de Communauté : On tire une carte Caisse de Communauté
- Case Taxe de luxe : On paye un montant à la banque.
- Case Départ : On gagne 200.
- Case Impôts sur le revenu : On paye 200 à la banque.
- Case Allez en Prison : le joueur va directement en prison (en reculant et sans passer par la case départ).
- Case Simple visite : Case neutre.
- Case Prison : On applique les règles pour en sortir.
- Case Parc gratuit : Case neutre ne rapportant aucun bénéfice au joueur.

Le joueur peut également personnaliser le plateau de jeu ou encore être pris en photo.